# Terebő
Terebő (szlovákul: Trebejov) község Szlovákiában, a Kassai kerület Kassa-környéki járásában.

## Fekvése
Kassától 13 km-re északra, a Hernád bal partján fekszik.

## Története
1289-ben „Terebey” néven említik először az Aba nembeli Somosi Péter fiainak birtokaként. Az oklevél a birtoknak az öt fiú közötti felosztásáról szól, mely szerint a falu a mislyei prépostság birtokába kerül. A települést 1297-ben „Therebey”, 1304-ben „Terebey”, 1335-ben „Villa Terebe”, 1382-ben „Terebe” megnevezéssel illetik. 1427-ben 12 portával az Aba nembeli Somosi György birtoka, ekkor és 1458-ban „Terebe”, 1555-ben és 1558-ban „Terebel” alakban említik. A 17. század elején a Segney, a 18. század közepétől pedig az Okolicsányi és Károlyi családoké. 1787-ben 26 házában 179 lakos élt.
A 18. század végén Vályi András így ír róla: „TEREBŐ. Trebjov. Tót falu Sáros Várm. földes Urai több Urak, lakosai külömbfélék, fekszik Nagy Ládnának szomszédságában, mellynek filiája; határja középszerű.”
A 19. században az Ujházy és Péchy családok a birtokosai. 1828-ban 28 háza és 243 lakosa volt, akik főként mezőgazdasággal és erdei munkákkal foglalkoztak.
Fényes Elek 1851-ben kiadott geográfiai szótárában így ír a faluról: „Terebő, Trebegow, tót falu, Sáros vgyében, a Hernád mellett. 57 kath., 148 evang. lak. F. u. gr. Péchy. Ut. p. Böki.”
1870-ben a községben kőbányát nyitottak. A faluban templom nincs, a katolikus és evangélikus hívek egyaránt az abosi plébániához, illetve lelkészséghez tartoztak. A trianoni diktátumig Sáros vármegye Lemesi járásához tartozott.
A falunak vasúti- és autóbusz megállóhelye van.

## Népessége
| Év:            | 1994. | 2004.    | 2014.    | 2024.   |
| -------------- | ----- | -------- | -------- | ------- |
| Emberek száma: | 130   | 163      | 207      | 215     |
| Eltérés:       |       | +25,38 % | +26,99 % | +3,86 % |

| Év:            | 2023. | 2024.   |
| -------------- | ----- | ------- |
| Emberek száma: | 205   | 215     |
| Eltérés:       |       | +4,87 % |

1910-ben 202, túlnyomórészt szlovák lakosa volt.
2001-ben 139 lakosából 136 szlovák volt.
2011-ben 199 lakosából 187 szlovák.